# Lycoperdina bovistae
Lycoperdina bovistae là một loài bọ cánh cứng trong họ Endomychidae. Loài này được Fabricius miêu tả khoa học năm 1792.

## Hình ảnh

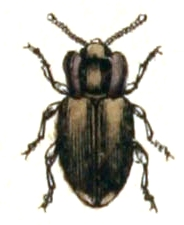
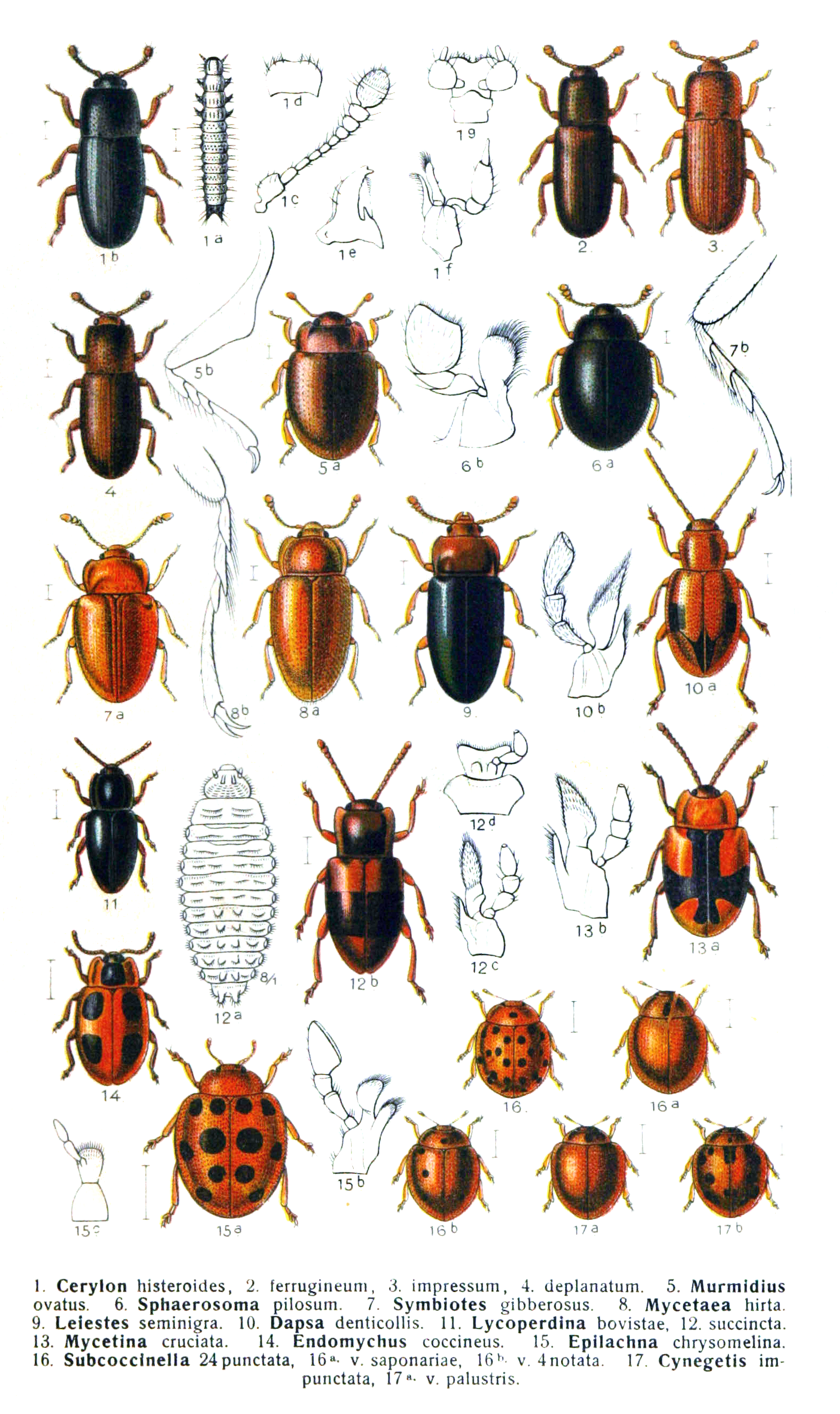